# Móra Ferencné
Móra Ferencné, születési nevén Walleshausen Ilona (1880–1953) magyar szakácskönyvíró, Móra Ferenc magyar író-újságíró-muzeológus felesége, Vészits Andrea író-dramaturg dédanyja.

### Családja
1896-ban ismerkedett meg későbbi férjével, Móra Ferenccel, annak köszönhetően, hogy Móra korrepetálta a lány érettségire készülő fivérét. 1898-ban jegyezték el egymást, de a házasságkötésre csak akkor vállalkoztak, amikor az ifjú vőlegénynek már biztos állása volt a Szegedi Naplónál (1902. július 14-én kötöttek házasságot). Később, férjéhez hasonlóan ő maga is országos ismertséget szerzett, Móra Ferencné néven írt és számos kiadást megért szakácskönyvével.
Házasságukból egyetlen lány született, Móra Anna, aki az író sok művében megjelenik, Panka néven. Ő később Vészits Endre mérnökkel kötött házasságot, melyből két gyermek született, Vészits Ferenc – az első unoka, aki Móra munkáiban leggyakrabban „a Vadember” vagy „ifj. Ferenc” néven bukkan fel – és húga, „Mötyő”. Előbbitől született dédunokája Vészits Andrea dramaturg, író, Móra-kutató.